# جوان برادي (كاتبة)
جوان برادي (بالإنجليزية: Joan Brady)‏ (4 ديسمبر 1939، سان فرانسيسكو في الولايات المتحدة)؛ كاتِبة وروائية أمريكية.